# Inule visqueuse
Dittrichia viscosa
Espèce
Classification phylogénétique
L'Inule visqueuse, Dittrichia viscosa (L.) Greuter 1973, est une espèce de plante à fleurs de la famille des Astéracées. 

## Étymologie
Le Genre Dittrichia est nommé en l’honneur du botaniste allemand Manfred Dittrich (1934-), spécialiste des Asteraceae à l'Herbier du Conservatoire et Jardin botanique de Genève, Suisse, et plus tard directeur de l'Herbier du Jardin botanique et musée botanique de Berlin-Dahlem, Allemagne.
Le nom latin du genre Inula dériverait du grec ῐ̔νᾰ́ειν, qui signifie « purifier », en référence aux propriétés médicinales de la plante.

## Habitats
L'Inule visqueuse est fréquente en région méditerranéenne, où elle fleurit à la fin de l'été et au début de l'automne. Elle affectionne les anciennes cultures (friches), les décombres, les bords des routes et des chemins, formant d'abondantes touffes vertes à capitules jaunes ; elle est considérée comme assez envahissante.

## Description

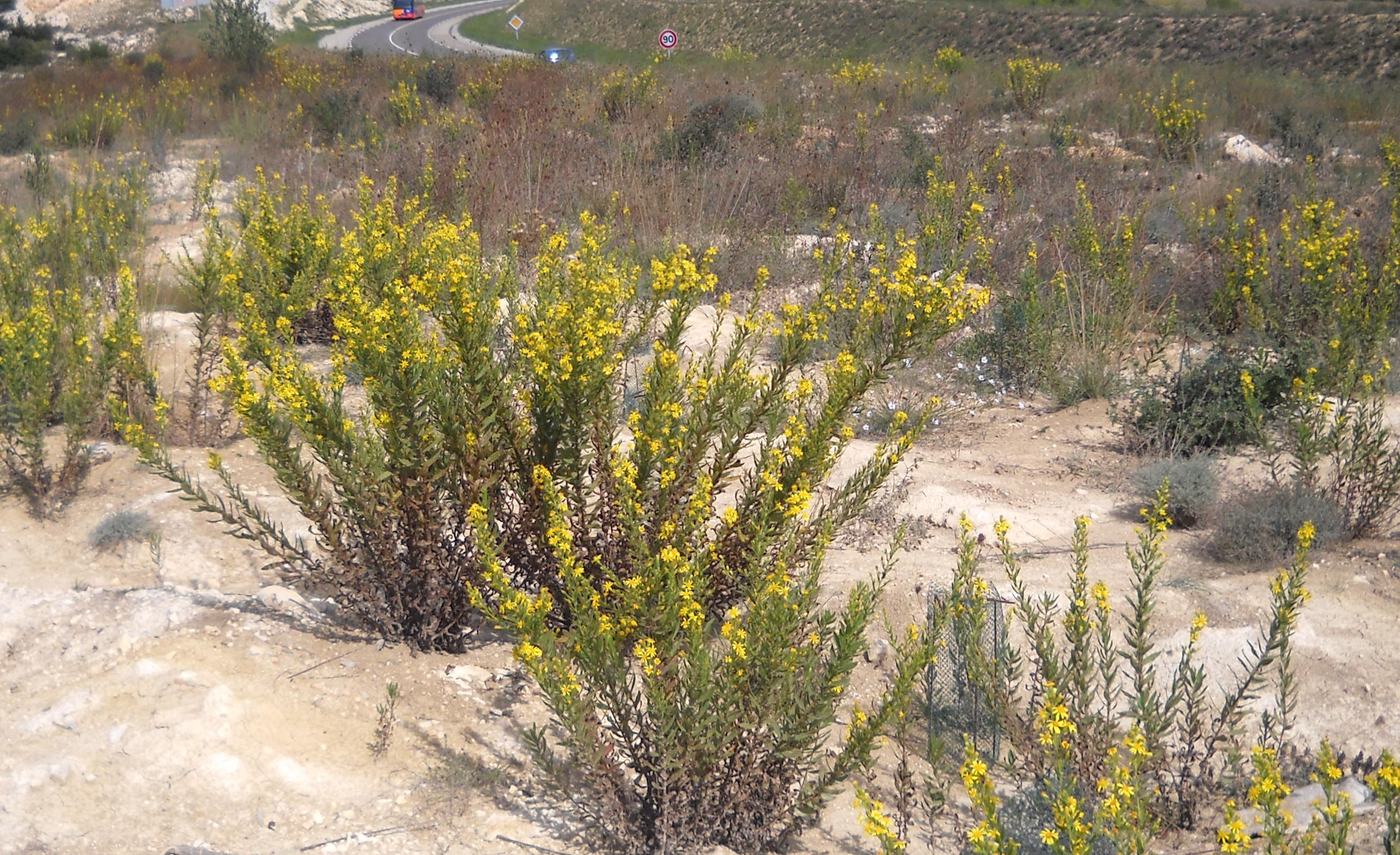
Vue de l'appareil végétatif : plante colonisant un milieu ouvert sur talus routier créé deux ans auparavant.

Les Inules visqueuses sont des plantes vivaces à racine pivotante, toute glanduleuse-visqueuse, à odeur agréable (selon certains, désagréable pour d'autres), ligneuse à sa base (forte racine pivotante lignifiée pouvant atteindre 30 cm de long).

### Appareil végétatif
La plante peut atteindre 100 cm (les Flores donnent 5 à 10 cm). Les tiges sont frutescentes à la base, dressées en éventail, assez ramifiées et pourvues d'un feuillage dense. Avec l'âge, elles deviennent ligneuses et foncées à la base. Les feuilles sont alternes, allongées à lancéolées, insérées directement sur la tige pour les caulinaires (sans pétiole, feuilles embrassantes). Elles sont glanduleuses sur les deux faces. La marge est lisse ou dentée et le sommet aigu.
La plante est collante et très odoriférante, à odeur de camphre, jugée par certains désagréable. Toute la plante est couverte de poils glanduleux qui libèrent une résine odoriférante et collante.

### Fleurs et inflorescences

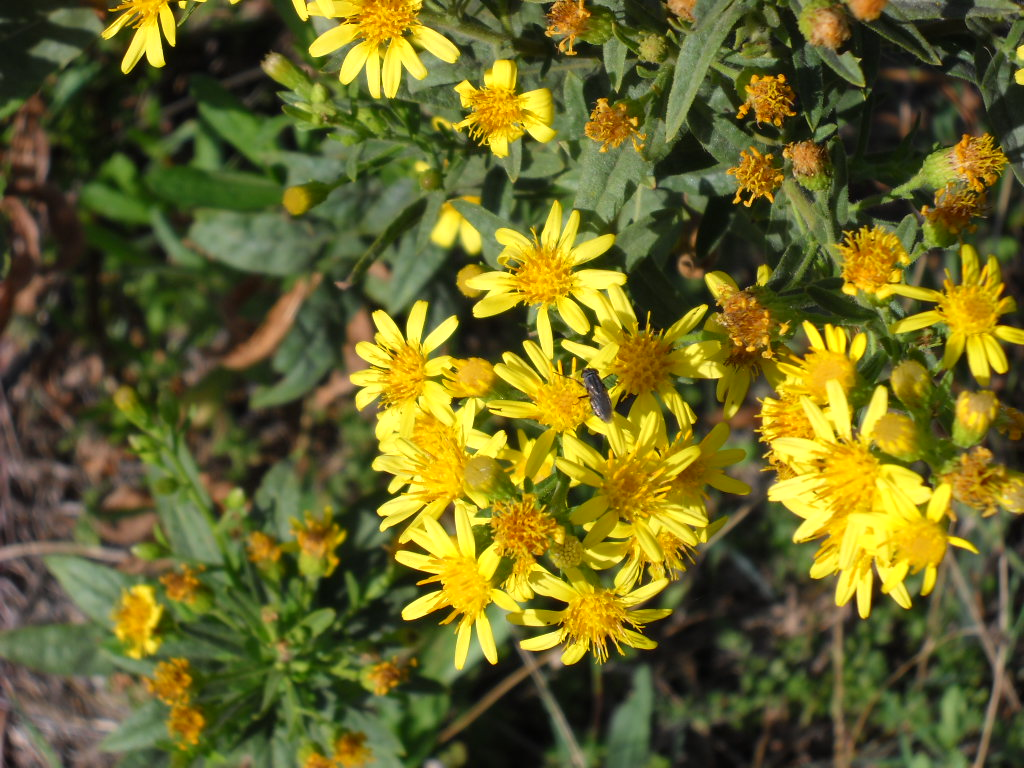
Capitules de Dittrichia viscosa (Inule visqueuse) en grappes de capitules

Les fleurs sont rayonnantes, regroupées en inflorescences (capitules) formant de longues grappes de capitules, pyramidales. On les observe en septembre-octobre, parfois jusqu'en novembre. Les abeilles viennent butiner l'Inule de manière active jusqu'à l'arrêt de la floraison fin octobre ou novembre (selon les lieux). L'Inule leur apporte du nectar et du pollen pour les réserves d'hiver.
L'Inule visqueuse (Dittrichia viscosa) et l'Inule fétide (Dittrichia graveolens) peuvent être confondues à l'état végétatif mais l'inule fétide est une plante annuelle qui possède des feuilles moyennes linéaires (1-3 mm de large) et de petits capitules (< 10 mm). L'inule visqueuse est une plante vivace présentant des feuilles moyennes lancéolées (> 5 mm de large) et des capitules plus larges (> 10 mm). Lors de sa floraison, la moitié inférieure de sa tige se lignifie.

### Fruits

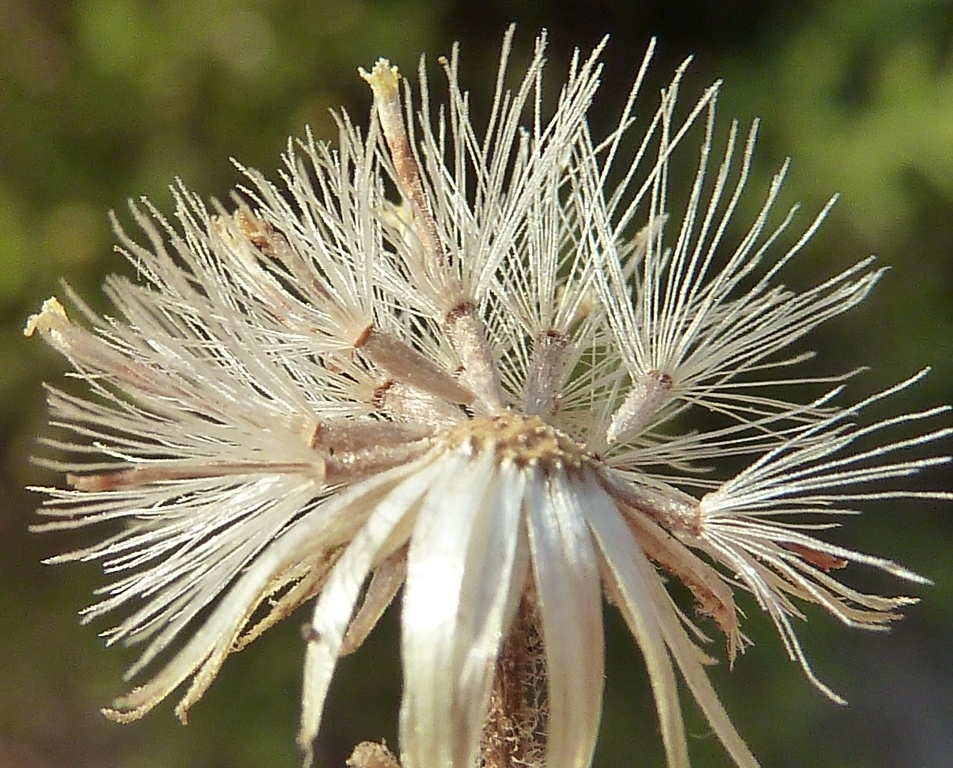
Fruits regroupés en infrutescence et capitules

Les fruits sont des akènes de un à 2 mm de long. Ils sont rassemblés sur le réceptacle du capitule. Après la fécondation, l'ovaire infère se développe pour donner une graine hirsute surmontée d'un pappus (une aigrette de poils rigides et rugueux en une seule rangée).

## Nomenclature et systématique
Elle est classée dans le genre Dittrichia, auquel appartiennent aussi Dittrichia graveolens (l'Inule fétide) et Dittrichia crithmoides (l'Inule maritime).

### Synonyme
- Inula viscosa Aït[2])

### Liste des sous-espèces
Selon Catalogue of Life (22 juin 2013) :
- Dittrichia viscosa subsp. angustifolia
- Dittrichia viscosa subsp. maritima (Brullo & De Marco) Greuter
- Dittrichia viscosa subsp. revoluta (Hoffmanns. & Link) P.Silva & Tutin
- Dittrichia viscosa subsp. viscosa

### Noms régionaux

#### Italie
- Calabre : crìzzi
- Sardaigne : frisa, frisia
- Sicile : prucara, pulicara, brucara
- Ligurie : nasca
- Toscane : pescida

#### France
- Pyrénées orientales : olivarda
- Occitanie : erba di niera
- Provence : nasque
- Corse : pecita Berberie

#### Algérie
- amazigh: amagraman (de magar : rencontrer, amane : eau)
- Est d'Algérie: Magramen
- Arabe littéraire: El-Tayoune

## Utilisations

### Pharmacopée
Le genre Inula comprend des espèces ayant des propriétés officinales. En quelques régions de la Sardaigne elle a été utilisée dans le passé comme calmant pour les douleurs rhumatismales.
En Sicile les feuilles sont utilisées comme hémostatique et cicatrisant. En Ligurie les feuilles desséchées étaient utilisées par les indigents comme succédané du tabac.
Selon un récent article, l'Inule est une plante médicinale traditionnelle majeure du bassin méditerranéen dont on retrouve la trace dans de très nombreux écrits romains (Pline), hébreux ou arabes. Les principes actifs de l'inule sont notamment le camphre, l'eucalyptol, le thymol.
Dans l'Ile d'Elbe et en Corse, les feuilles fraîches sont utilisées contre les piqures de méduse, abeille et guêpe.

### Utilisation en lutte biologique

#### Plante hôte

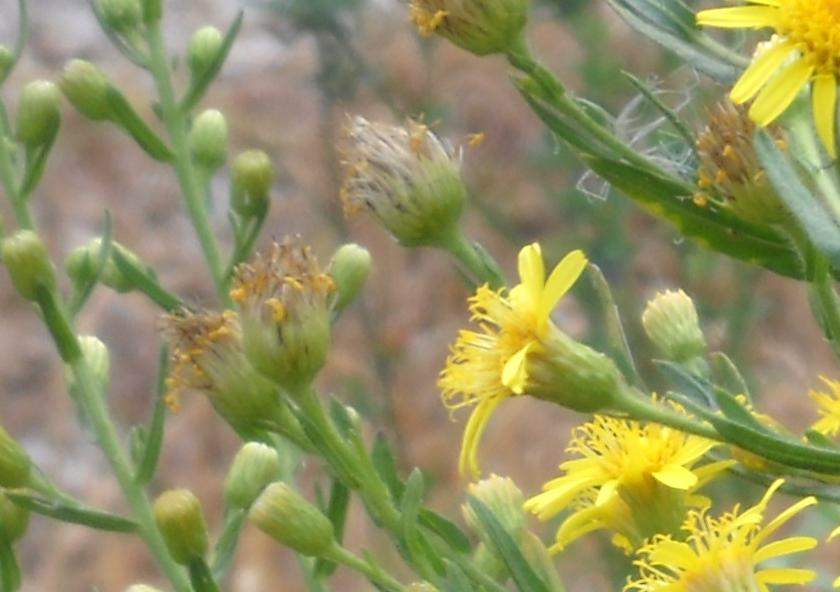
Trois jeunes galles en formation, non lignifiées à l'aspect hirsute, ébouriffé.

L'inule visqueuse est réputée être un "insecticide végétal" qui combat la Mouche de l'Olive (Bactrocera oleae).
C'est une plante relais dont les capitules floraux (inflorescences) sont parasitées par la larve d'une mouche Tephritidae Myopites stylata qui provoque des galles sur les inflorescences.

#### Parasitoïdes
La larve de Myopites est à son tour attaquée en automne par un parasitoïde Eupelmidae Eupelmus urozonus,.

Des travaux récents tendent à prouver qu'il y a au moins quatre parasitoïdes potentiels qui surparasitent la galle de l'inule.L'été et au début de l'automne, Eupelmus urozonus est plus particulièrement actif sur la Mouche de l'Olive (Bactrocera oleae), de laquelle il est un des plus importants agents biologiques de contrôle, développant 2-3 générations associées à cette espèce. En général, l'activité se développe au détriment de la larve, plus rarement au détriment de la pupe. En automne l'activité d'Eupelmus sur la mouche de l'olive diminue. La cause de ce comportement n'est pas certaine, il pourrait s'agir de l'entrée en phase d'hivernage ou plus simplement de l'apparition d'un autre hôte préféré.

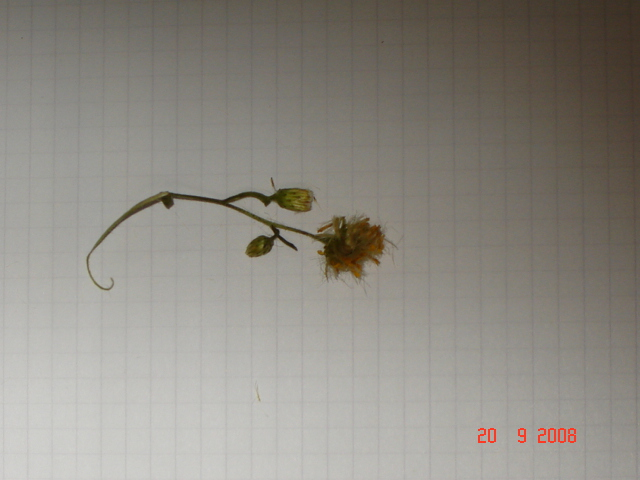
Une galle prélevée pour dissection, en voie de lignification (aspect échevelé).

D'autres Eupelmidae sont aussi présents comme Eupelmus confusus et Eupelmus kiefferi.
Interviennent également des Eurytomidae comme Eurytoma martellii et Eurytoma inulae, des Pteromalidae comme Pteromalus myopitea et des Torymidae comme Torymus chloromenus et Torymoides kiesenwetteri.

## Plante envahissante ou utile
On trouvait fréquemment de l'inule visqueuse dans les oliveraies avant qu'elle ne soit arrachée comme "mauvaise herbe" envahissante et encombrante. Des observations faites en Grèce montrent que dans une oliveraie "rénovée", l'arrachage de l'Inule a été suivie d'une attaque de Mouche de l'Olive sans précédent. L'agriculture bio de l'olive peut donc faire appel à la réintroduction locale d'Inule visqueuse, afin que les galles de ses inflorescences abritent en hiver les hyménoptères parasitoïdes qui au printemps et en été pourront s'attaquer aux larves de la Mouche de l'Olive. L'Inule profite aussi au pollinisateurs, dont l'abeille domestique. Cependant, après réintroduction de l'Inule, il faut compter 4 à 5 ans pour que les équilibres agroécologiques se reconstituent, et que le cycle de la plante-relais s'amorce avec l'Olivier (et éventuellement d'autres espèces dans l'environnement proche). C'est un travail à long terme qui exclut l'emploi d'insecticides "durs".
L'inule visqueuse est utilisé dans les cultures de tomate sous serre pour attirer et maintenir les populations de Macrolophus caliginosus (larves de punaise) agent de lutte biologique contre l'aleurode (Trialeurodes vaporariorum). L'inule s'est révélé contaminé par  le   virus de la chlorose infectieuse de la tomate (Crinivirus, TICV)
En Catalan et en Espagnol castillan : olivarda et matamoscas (tue-mouches), ce qui indique bien la relation Inule-Olivier-Mouche de l'olive connue par la tradition. En langue corse, Pecita.

### Apiculture
L'importance principale de l'inule réside dans le fait qu'elle est une plante mellifère abondamment butinée des abeilles, surtout à cause de l'abondante production de pollen et pour la longue floraison.
Cette plante contribue à la production tard dans l'été et en automne du miel multifleurs et en zone de forte diffusion, au miel uniflore.
Le miel de l'inule est peu apprécié sur le marché soit à cause de sa saveur soit parce que la cristallisation est irrégulière. En moyenne, il a une teneur en eau plus forte que les autres miels et cet aspect pose un problème de conservation quand la température plus élevée peut induire des fermentations. La teneur en hydroxyméthylfurfural est en moyenne plus élevée que dans d'autres miels, indiquant une stabilité plus faible de ce miel. L'inule visqueuse possède une utilité particulière, surtout, pour la constitution de colonies fortes, en vue de la production d'essaims au printemps suivant.
Néanmoins, l'inule secrète assez de nectar seulement si la fin de l'été a enregistré une pluviométrie satisfaisante.
Les automnes chauds peuvent donner une superposition des floraisons de l'arbousier avec celle de l'inule. Bien qu'ayant des habitats différents, l'arbousier et l'inule peuvent se trouver à  des distances relativement courtes et les abeilles butineuses peuvent visiter l'inule pour prélever soit le nectar soit le pollen. En conséquence, une contamination du miel d'arbousier, plus apprécié, est possible avec le nectar et le pollen de l'inule.

## Nuisances
L'Inule fétide (Dittrichia graveolens) est une plante invasive. En Californie (États-Unis) et en Australie, il est interdit d'importer les graines.
Pour lutter contre ces plantes invasives, il faut les étêter avant qu'elles ne fleurissent.

## Autres Inules
- Inule fétide ou Inule odorante (Dittrichia graveolens).

#### Flores de référence
- Herbier Coste - Flore de France, Herbier de l'Université de Montpellier II, Institut de Botanique (consultation 23/06/2008).
- Abbé H. Coste, Flore descriptive et illustrée de la France, de la Corse et des contrées limitrophes : avec introduction sur la Flore et la végétation de la France par Charles Flahault, t. II, Paris, Librairie Scientifique et technique Albert Blanchard, 1990 (ISBN 2-85367-058-9).
- Paul Fournier, Les quatre flores de France, Paris (VIe), Paul Lechevalier, 1961, 1106 p.